# Damarco

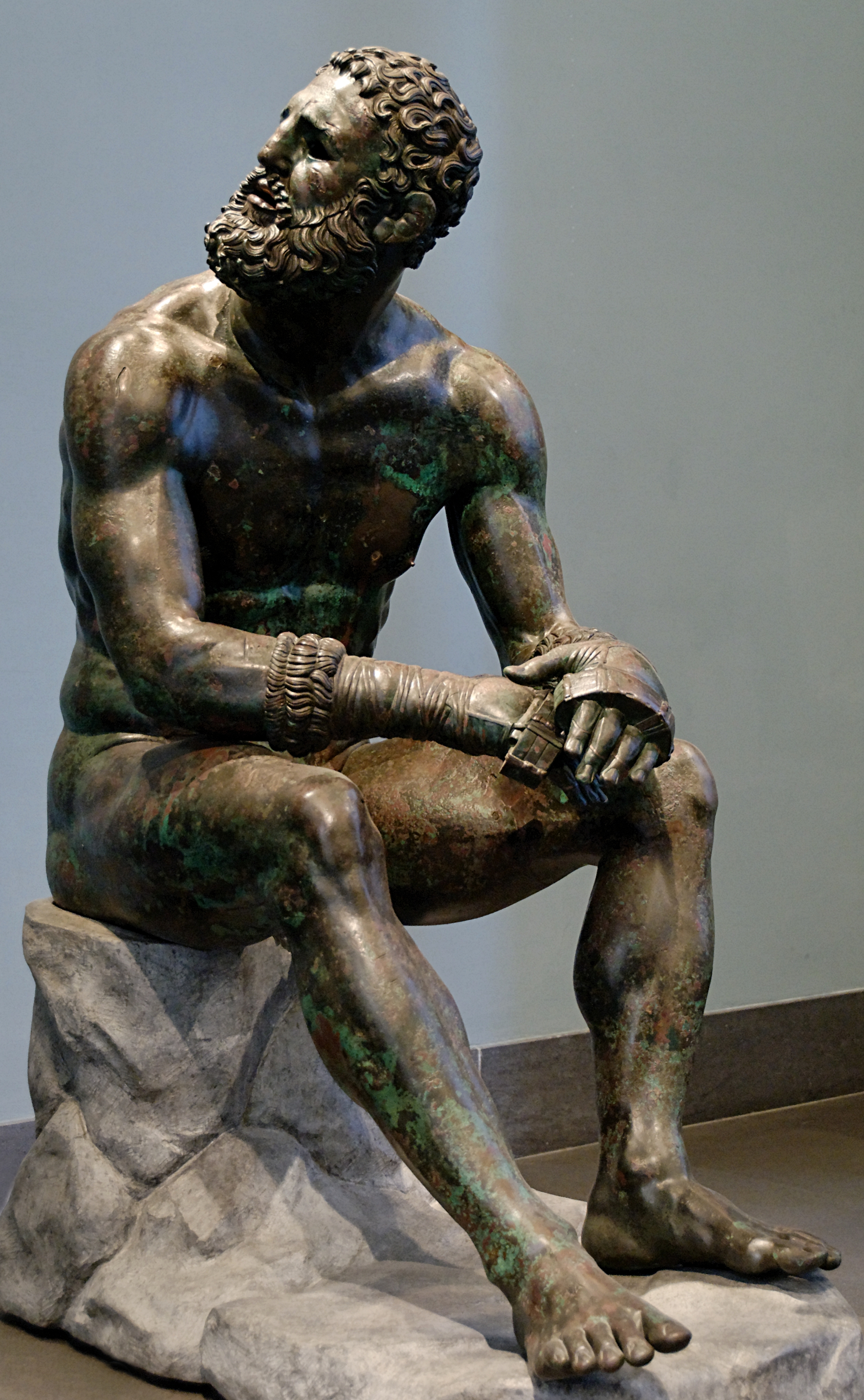
El pugilista de Quirinal (Museo de las Termas, Roma).

 Damarco  (del griego: Δάμαρχος) o Demeneto fue un boxeador o luchador de la Antigua Grecia. Era natural de Parrasia, en la región de Arcadia. Se dice que Damarco se transformó en lobo tras comer la carne de un niño sacrificado a Zeus en las fiestas de las Liceas, no volviendo a tornarse hombre hasta diez años después. Luego se preparó para tomar parte de los juegos olímpicos, donde salió vencedor.
Pausanias investigó la historia de su famosa obra Descripción de Grecia y, aunque parece creer que Damarco, el boxeador, efectivamente existió, comenta que la inscripción de Damarchus en Olimpia no menciona nada sobre su supuesta metamorfosis a lobo.
Según la leyenda, los liceos ofrecían sacrificios humanos a Zeus, luego el sacrificado era devorado por uno de los participantes y Zeus transformaba al caníbal en lobo, en este caso Damarco. Según Pausanias, el hombre lobo podía volver a ser humano si se abstenía de carne humana durante nueve años, pero si probaba la carne humana seguiría siendo lobo para siempre. Plinio el Viejo y más tarde San Agustín estaban de acuerdo con los principales aspectos de la leyenda, pero afirmaban que el período de espera requerido era de diez años, no de nueve. La leyenda también se menciona en el Político de Platón, pero en la edición de Platón no se menciona que esta transformación pudiera deshacerse.

## Etimología
Δάμαρχος (en latín Damarchus) significa en griego dórico alcalde (δάμος= pueblo; άρχος = jefe). El correlato ático és Δήμαρχος.